# Rainbow (Mariah Carey)
Rainbow è il settimo album in studio della cantautrice americana Mariah Carey, pubblicato il 2 novembre 1999 dall'etichetta discografica Columbia Records.

## Descrizione
Contiene molte collaborazioni della cantante con numerosi artisti e produttori pop ed R&B, molto in voga alla fine degli anni novanta; Rolling Stone considerò il disco "una preziosa collezione di ballate in chiave hip hop, che ben rappresenta la musica di fine millennio. A Rainbow collaborarono anche i rapper Jay-Z, Da Brat, Missy Elliott, Snoop Dogg, Mystikal e Master P, i cantanti R&B Usher e Joe e la boy band 98° Degrees. L'album è stato il primo della cantante a non essere stato prodotto da Walter Afanasieff, che ha prodotto molte ballate di Mariah. Al posto di Afanasieff lavorarono invece Jimmy Jam e Terry Lewis.
Da Rainbow furono estratti due singoli molto in voga su Billboard, Heartbreaker e Thank God I Found You. In Gran Bretagna fu anche pubblicata una b-side poi diventata singolo, la cover di Phil Collins Against All Odds (Take a Look at Me Now), rifatta insieme alla boy band irlandese Westlife. Invece la doppia a-side Can't Take That Away (Mariah's Theme)/Crybaby negli USA non arrivò ai primi venti posti in classifica.
Rainbow è considerato uno degli album più introspettivi di Mariah Carey, insieme a Butterfly e Charmbracelet. Ciò è per molti testimoniato da un messaggio nel booklet, che dice: "Questo disco è incentrato sulle mie crisi emozionali degli ultimi tempi. Se lo ascolti attentamente, ti accorgi che i testi formano insieme una storia a lieto fine. Del resto, dopo ogni tempesta - se scorgi bene in cielo - appare un arcobaleno".

## Accoglienza
| Recensione                    | Giudizio |
| ----------------------------- | -------- |
| AllMusic                      |          |
| Encyclopedia of Popular Music |          |
| Entertainment Weekly          | B+       |
| Los Angeles Times             |          |
| Rolling Stone                 |          |
| USA Today                     |          |

Rainbow ha ottenuto recensioni positive da parte dei critici, molti dei quali hanno sottolineato la nuova direzione artistica di Mariah Carey. Danyel Smith scrisse per Entertainment Weekly che "quella che con Butterfly era iniziata come una partenza si conclude con Rainbow come un'evoluzione – forse la prima prova convincente della vera natura artistica della Carey". Arion Berger di Rolling Stone considerò Rainbow come un album genuinamente R&B e hip hop, una "preziosa testimonianza dell'accessibilità del cantautorato di stampo hip-hop della fine del 1999". Pur definendo alcune ballate "banali", Berger concluse sostenendo che "Rainbow raggiunge il suo meglio — e la Carey è più a suo agio — quando le fogge dell'hip-hop sofisticato e l'R&B contraffatto coesistono armoniosamente in un delicato connubio". Elysa Gardner del Los Angeles Times commentò: "Dando prova di un'autorevolezza emotiva degna delle sue abilità tecniche, la Carey ci dà una visione dell'amore dinamica senza scadere nell'ostentazione". Steve Jones di USA Today definì il disco "colorato" e "uno dei suoi lavori più invitanti". Robert Christgau del Village Voice citò Heartbreaker e Crybaby come i brani forti, e scrisse che Mariah Carey non era "un 'vero' usignolo dell'R&B, ma abbastanza brava da fingere bene".
Amy Linden di Vibe criticò le canzoni in cui Mariah Carey fa uso di campionamenti hip hop o canta accanto ai rapper, definendo una soluzione scontata "affiancare un usignolo canterino a un ragazzaccio sputa-rime". Stephen Thomas Erlewine di AllMusic notò come Rainbow fosse "il primo album della Carey per cui lei abbia scritto dei testi personali, con riferimenti alla sua sperazione da Mottola". Definì i testi "sinceri" e "profondi", ma descrisse il materiale del disco come "intriso di ballate" e "ripetitivo", fedele allo schema dei precedenti album della cantante, mentre "sarebbe stato un disco più efficace se il mal d'amore, il dolore e l'allegria che ribollono sotto la musica fossero stati portati in superficie".

## Tracce
1. Heartbreaker (feat. Jay-Z) – 4:46 (Mariah Carey, Lincoln Chase, Jeffrey Cohen, Shirley Elliston, Shawn Carter, Narada Michael Walden)
2. Can't Take That Away (Mariah's Theme) – 4:33 (Mariah Carey, Diane Warren)
3. Bliss – 5:44 (Mariah Carey, James Harris, Terry Lewis, James "Big Jim" Wright)
4. How Much (feat. Usher) – 3:31 (Mariah Carey, Jermaine Dupri)
5. After Tonight – 4:16 (Mariah Carey, Diane Warren, David Foster)
6. X-Girlfriend – 3:58 (Mariah Carey, Kandi Burruss, Kevin Briggs)
7. Heartbreaker (feat. Da Brat & Missy Elliott) (Remix) – 4:32 (Mariah Carey, Narada Michael Walden, Shawntae Harris, Melissa Elliott, Calvin Broadus, Andre Young, Warren Griffin III)
8. Vulnerability (Interlude) – 1:12 (Mariah Carey)
9. Against All Odds (Take a Look at Me Now) – 3:25 (Phil Collins)
10. Crybaby (feat. Snoop Dogg) – 5:19 (Mariah Carey, Snoop Dogg, Gene Griffin, Aaron Hall, Trey Lorenz)
11. Did I Do That? (feat. Mystikal & Master P) – 4:16 (Mariah Carey, Wardell Quezergue, Tracey Waples)
12. Petals – 4:23 (Mariah Carey, James Harris, Terry Lewis, James "Big Jim" Wright)
13. Rainbow (Interlude) – 1:32 (Mariah Carey, Jimmy Jam, Terry Lewis)
14. Thank God I Found You (feat. Joe & 98 Degrees) – 4:17 (Mariah Carey, Jimmy Jam, Terry Lewis)

Rainbow 25th Anniversary Edition - Bonus Tracks
1. Rainbow's End – 3:40
2. How Much (So So Def Remix) (feat. Usher) – 3:28
3. Thank God I Found You (Make It Last Remix) (feat. Joe & Nas) – 5:08
4. Against All Odds (Take a Look at Me Now) (feat. Westlife) – 3:20
5. There for Me – 4:14 (Mariah Carey, David Foster, Diane Warren)
6. Thank God I Found You (Mariah Only Version) – 4:16
7. Love Hangover/Heartbreaker - Live at VH1 Divas 2000 – 5:14
8. Can't Take That Away (Mariah's Theme) - Live at VH1 Divas 2000 – 4:35
9. Bliss (Acapella) – 5:27
10. There for Me (Acapella)
11. Heartbreaker/If You Should Ever Be Lonely (Junior's Heartbreaker Club Mix) – 10:17
12. Can't Take That Away (Mariah's Theme) (Morales Revival Triumphant Mix) – 10:25
13. Against All Odds (Take a Look at Me Now) (Pound Boys Main Mix) – 8:55
14. Rainbow's End (Extended Mix) – 6:19

## Successo commerciale
Rainbow ha debuttato al numero due della Billboard 200, e nella prima settimana ha venduto 323 000 copie, più dei precedenti dischi della Carey. Rimase ai primi 20 posti delle classifiche USA per 20 settimane, e ai primi 100 per altre trentacinque, e nell'ottava settimana le vendite salirono a 369 000 copie. L'album fu premiato con 3 dischi di platino dalla RIAA, e al 2005 ha venduto 10 milioni di copie in tutto il mondo. Inoltre raggiunse il numero uno in classifica in Francia.

## Classifiche

### Classifiche settimanali
| Classifica (1999-00) | Posizione massima |
| -------------------- | ----------------- |
| Australia            | 4                 |
| Austria              | 4                 |
| Belgio (Fiandre)     | 14                |
| Belgio (Vallonia)    | 5                 |
| Canada               | 2                 |
| Finlandia            | 32                |
| Francia              | 1                 |
| Germania             | 3                 |
| Giappone             | 2                 |
| Irlanda              | 65                |
| Malaysia             | 3                 |
| Norvegia             | 11                |
| Nuova Zelanda        | 11                |
| Paesi Bassi          | 4                 |
| Regno Unito          | 8                 |
| Spagna               | 7                 |
| Stati Uniti          | 2                 |
| Svezia               | 15                |
| Svizzera             | 2                 |
| Ungheria             | 34                |

### Classifiche di fine anno
| Classifica (1999) | Posizione |
| ----------------- | --------- |
| Australia         | 71        |
| Belgio (Fiandre)  | 85        |
| Belgio (Vallonia) | 48        |
| Francia           | 25        |
| Germania          | 90        |
| Paesi Bassi       | 97        |
| Regno Unito       | 86        |
| Stati Uniti       | 157       |
| Classifica (2000) | Posizione |
| Belgio (Fiandre)  | 89        |
| Belgio (Vallonia) | 51        |
| Francia           | 67        |
| Stati Uniti       | 31        |
| Svizzera          | 98        |